# Florian Aigner (Fußballspieler)
Florian Aigner (* 11. Oktober 2001 in Grieskirchen) ist ein österreichischer Fußballspieler.

## Karriere

### Verein
Aigner begann seine Karriere bei der Union Prambachkirchen. Zur Saison 2010/11 wechselte er zum FC Pasching. Zur Saison 2015/16 kam er in die AKA Linz.
Ab der Saison 2018/19 stand er zudem im Kader des zweitklassigen FC Juniors OÖ, für den er jedoch in jener Saison zu keinem Einsatz kam. Sein Debüt in der 2. Liga gab er im Juli 2019, als er am ersten Spieltag der Saison 2019/20 gegen den SV Lafnitz in der Startelf stand und in der 61. Minute durch Pierre Nagler ersetzt wurde. Insgesamt kam er für die Juniors zu 53 Zweitligaeinsätzen, in denen er sechs Tore erzielte. Nach der Saison 2021/22 zog sich das Team aus der 2. Liga zurück, woraufhin Aigner es verließ.
Aigner wechselte dann zur Saison 2022/23 zum viertklassigen ASKÖ Oedt.

### Nationalmannschaft
Aigner spielte im September 2016 erstmals für eine österreichische Jugendnationalauswahl. Im September 2017 debütierte er gegen Belgien für die U-17-Mannschaft. Im September 2019 kam er gegen Lettland erstmals für die U-19-Mannschaft zum Einsatz.